# Higuera (Cáceres)
Higuera este un oraș din Spania, situat în provincia Cáceres din comunitatea autonomă Extremadura. Are o populație de 108 de locuitori.
1. ↑   (PDF) https://www.boe.es/boe/dias/2021/06/24/pdfs/BOE-A-2021-10582.pdf Lipsește sau este vid: |title= (ajutor)
2. ↑  Nomenclátor Geográfico de Municipios y Entidades de Población (20240402 edition)